# Astacilla lauffi
Astacilla lauffi är en kräftdjursart som beskrevs av Menzies och Dirk Frankenberg 1966. Astacilla lauffi ingår i släktet Astacilla och familjen Arcturidae.
Artens utbredningsområde är Mexikanska golfen. Inga underarter finns listade i Catalogue of Life.